# Kipo and the Age of Wonderbeasts
Kipo and the Age of Wonderbeasts (en Hispanoamérica, Kipo y la era de los magnimales; en España, Kipo y la era de las bestias mágicas) es una serie animada de televisión, apta para todas las edades, creada por Radford Sechrist. La serie es producida por la compañía estadounidense DreamWorks Animation y animada por el estudio coreano Studio Mir.
Su primera temporada, que consiste en diez episodios de media hora de duración cada uno, se estrenó en Netflix el 14 de enero de 2020. Una segunda temporada, también de 10 episodios, fue lanzada el 12 de junio de 2020.

## Ambientación
La premisa de la serie es que Kipo, una niña de 13 años, está buscando a su padre después de verse obligada a huir de su ciudad subterránea. Para hacerlo, viaja a través de un páramo urbano postapocalíptico cubierto de animales mutantes ("mutes"), junto con sus nuevos amigos Mandu, Benson y Dave. Sechrist comparó la serie con El mago de Oz, «pero en lugar de zapatillas de rubí, ella [Kipo] tiene unos zapatos deportivos marca Converse».

## Desarrollo
La serie se anunció en el Festival Internacional de Cine de Animación de Annecy en junio de 2019. Se basa en el webcomic Kipo de Sechrist de 2015.
La serie tiene cinco escritores además del showrunner Radford Sechrist y el productor ejecutivo Bill Wolkoff. Trabajaron en dos equipos, cada uno compuesto por un director y tres artistas de la junta. La animación es realizada por Studio Mir en Corea del Sur utilizando métodos de animación tradicionales. Unas 60 personas trabajaron en la serie en DreamWorks y unas 55 en Studio Mir.

## Reparto de voz

### Reparto principal
- Karen Fukuhara como Kipo Oak, una joven entusiasta y curiosa.[10]
- Sydney Mikayla como Lobita (Lobezna en Hispanoamérica), una joven sobreviviente con armas.
- Coy Stewart como Benson(Gaudio en España), un despreocupado niño sobreviviente.
- Deon Cole como Dave (Davo en Hispanoamérica y Pupo en España), un insecto que habla y muta regularmente entre edades.
- Dee Bradley Baker como Mandu(Porqui en España), un adorable cerdo mutante.

### Reparto secundario
- Jee Young Han como Song Oak,una científica y madre de Kipo.
- Jake Green como Jamack, una rana mutante.
- Giullian Yao Gioiello como Troy, un chico de la madriguera y novio de Benson.
- Antonio Álvarez como Roberto, padre de Troy y habitante de la madriguera.
- Michael-Leon Wooley como Tad Mulholland, un mutante de agua que puede controlar la mente del que lo beba.
- Rhea Butcher como Asher, hermana de Dahlia y amiga de Kipo.
- Fryda Wolff como Dahlia, hermana de Asher y amiga de Kipo.
- Avrielle Corti como Amy, una rata mutante,amiga de Brad.
- Ace Gibson como Brad, una rata mutante, amigo de Amy.

### Elenco invitado
- Sterling K. Brown como Lio Oak, el padre de Kipo[10]
- Dan Stevens como Vilmagno (Parlomagno en Hispanoamérica), un mandril trastornado y sediento de poder.
- Lea Delaria como Molly Yarnchopper, una Gata Leñadora.
- Joan Jett como Camille (Algodón en Hispanoamérica), la serpiente roquera.
- John Hodgman y GZA como Billones y Billones, los lobos fanáticos de la astronomía.
- Ian Harding como Harris.
- Amy Landecker como Dr. Emilia.

## Capítulos
| Temporada | Temporada | Capítulos | Fecha de estreno      |
| --------- | --------- | --------- | --------------------- |
|           | 1         | 10        | 14 de enero de 2020   |
|           | 2         | 10        | 12 de junio de 2020   |
|           | 3         | 10        | 12 de octubre de 2020 |

### 1ª Temporada
| N.º (serie) | Nª (temp.) | Título                                                                         | Dirigido por                       | Escrito por                    | Storyboard por                                    | Estreno mundial     |
| ----------- | ---------- | ------------------------------------------------------------------------------ | ---------------------------------- | ------------------------------ | ------------------------------------------------- | ------------------- |
| 1           | 1          | Burrow Girl Chica de Madriguera (ES)                                           | Radford Sechrist                   | Bill Wolkoff                   | James P. Gibson, Radford Sechrist y Young Ki Yoon | 14 de enero de 2020 |
| 2           | 2          | Explosion Berries Bayas Explosivas (ES)                                        | Radford Sechrist                   | Bill Wolkoff                   | James P. Gibson, Radford Sechrist y Young Ki Yoon | 14 de enero de 2020 |
| 3           | 3          | Real Cats Wear Plaid Los Gatos de Verdad Llevan Trenzas (ES)                   | Chase Conley                       | Bill Wolkoff                   | Jacob V. Eaton, James P. Gibson y Ben Li          | 14 de enero de 2020 |
| 4           | 4          | Cäctustown La Ciudad de los Cactus (ES)                                        | Chris Copeland                     | Joanna Lewis y Kristine Songco | Bridget Underwood, Kalen Whitfield y Zuke         | 14 de enero de 2020 |
| 5           | 5          | The Astronomers in Turtlenecks Los Astrónomos con Jerseys de Cuello Largo (ES) | Chris Copeland y Bridget Underwood | Christopher Amick y Ben Mekler | Max Lawson, Kalen Whitfield y Zuke                | 14 de enero de 2020 |
| 6           | 6          | Ratland Ratilandia (ES)                                                        | Chase Conley                       | Bill Wolkoff                   | Jacob V. Eaton, James P. Gibson y Ben Li          | 14 de enero de 2020 |
| 7           | 7          | Mulholland (ES)                                                                | Chase Conley                       | Taylor Chapulín Orcí           | Jacob V. Eaton, James P. Gibson y Ben Li          | 14 de enero de 2020 |
| 8           | 8          | Twin Beaks Dos Picos (ES)                                                      | Chris Copeland                     | Joanna Lewis y Kristine Songco | Adam Lucas, Bridget Underwood y Kalen Whitfield   | 14 de enero de 2020 |
| 9           | 9          | Mute-Eat-Mute World El Mutante es un Lobo Para el Mutante (ES)                 | Chase Conley                       | Christopher Amick y Ben Mekler | Jacob V. Eaton, James P. Gibson y Ben Li          | 14 de enero de 2020 |
| 10          | 10         | Beyond the Valley of the Dogs Más Allá del Valle de los Perros (ES)            | Kalvin Lee y Young Ki Yoon         | Bill Wolkoff                   | Ben Li, Adam Lucas y Bridget Underwood            | 14 de enero de 2020 |

### 2ª Temporada
| N.º (serie) | Nª (temp.) | Título                                                               | Dirigido por      | Escrito por                                  | Storyboard por                                               | Estreno mundial     |
| ----------- | ---------- | -------------------------------------------------------------------- | ----------------- | -------------------------------------------- | ------------------------------------------------------------ | ------------------- |
| 11          | 1          | Paw of the Jaguar La Garra del Jaguar (ES)                           | Chase Conley      | Joanna Lewis y Kristine Songco               | Jacob V. Eaton, James P. Gibson y Ben Li                     | 12 de junio de 2020 |
| 12          | 2          | The Goat Cheese Prophecy La Profecía del Queso de Cabra (ES)         | Bridget Underwood | Bill Wolkoff                                 | Yasmin Khudari y Sean Song                                   | 12 de junio de 2020 |
| 13          | 3          | The Ballad of Brunchington Beach La Balada de Bruchington Beach (ES) | Matt Ahrens       | Christopher Amick y Ben Mekler               | Steve Barr, Florent Lagrange y Perin McLean                  | 12 de junio de 2020 |
| 14          | 4          | To Catch a Deathstalker Cazar a un Escorpión (ES)                    | Chase Conley      | Taylor Chapulin Orci                         | James P. Gibson, Ben Li y Sean Song                          | 12 de junio de 2020 |
| 15          | 5          | Fun Gus Part One Fun Gus (1ª Parte) (ES)                             | Bridget Underwood | Joanna Lewis y Kristine Songco               | Michael Chang, Jacob V. Eaton y Yasmin Khudari               | 12 de junio de 2020 |
| 16          | 6          | Fun Gus Part Two Fun Gus (2ª Parte) (ES)                             | Matt Ahrens       | Leore Berris, Joanna Lewis y Kristine Songco | Ricardo Curtis, Florent Lagrange, Perin McLean y Seema Virdi | 12 de junio de 2020 |
| 17          | 7          | Benson and the Beast Gaudio y la Bestia (ES)                         | Michael Chang     | Taylor Chapulin Orci                         | James P. Gibson, Ben Li y Sean Song                          | 12 de junio de 2020 |
| 18          | 8          | Sympathy for the Mandrill Pobre Mandril (ES)                         | Bridget Underwood | Christopher Amick y Ben Mekler               | Michael Chang, Jacob V. Eaton y Yasmin Khudari               | 12 de junio de 2020 |
| 19          | 9          | All That Glitters No Todo lo que Reluce (ES)                         | Matt Ahrens       | Joanna Lewis y Kristine Songco               | Florent Lagrange, Perin McLean y Seema Virdi                 | 12 de junio de 2020 |
| 20          | 10         | Heroes on Fire Héroes en Llamas (ES)                                 | Michael Chang     | Bill Wolkoff                                 | James P. Gibson, Ben Li y Sean Song                          | 12 de junio de 2020 |

### 3.ª Temporada
| N.º (serie) | N.º (temp.) | Título                                                    | Dirigido por      | Escrito por                    | Storyboard por                                                 | Estreno mundial       |
| ----------- | ----------- | --------------------------------------------------------- | ----------------- | ------------------------------ | -------------------------------------------------------------- | --------------------- |
| 21          | 1           | Everything is Crabs Cangrejos y más Cangrejos (ES)        | Bridget Underwood | Bill Wolkoff                   | Jacob V. Eaton, James P. Gibson y Yasmin Khudari               | 12 de octubre de 2020 |
| 22          | 2           | Code Word Milkshake Contraseña: Batido (ES)               | Matt Ahrens       | Leore Berris                   | Florent Lagrange, Perin McLean y Seema Virdi                   | 12 de octubre de 2020 |
| 23          | 3           | A Wolf in Wolf's Clothing Un Lobo Disfrazado de Lobo (ES) | Michael Chang     | Christopher Amick y Ben Mekler | Jacob V. Eaton, Ben Li y Sean Song                             | 12 de octubre de 2020 |
| 24          | 4           | Don't You Forget a Meow Me No me Miauolvides (ES)         | Bridget Underwood | Taylor Chapulin Orci           | Jacob V. Eaton, James P. Gibson, Yasmin Khudari y Jam Respicio | 12 de octubre de 2020 |
| 25          | 5           | Song ReMix (ES)                                           | Matt Ahrens       | Joanna Lewis y Kristine Songco | Joe Giampapa, Perin McLean, Seema Virdi y Steve Walker         | 12 de octubre de 2020 |
| 26          | 6           | It's a Trap ¡Es una Trampa! (ES)                          | Michael Chang     | Leore Berris                   | Jacob V. Eaton, Ben Li y Sean Song                             | 12 de octubre de 2020 |
| 27          | 7           | Requiem for a Dave Requiem por un Pupo (ES)               | Bridget Underwood | Christopher Amick y Ben Mekler | Jacob V. Eaton, Yasmin Khudari y James Lien                    | 12 de octubre de 2020 |
| 28          | 8           | Hidden Treasures Tesoros Escondidos (ES)                  | Matt Ahrens       | Taylor Chapulin Orci           | Perin McLean, Seema Virdi y Steve Walker                       | 12 de octubre de 2020 |
| 29          | 9           | Prahmises Prehmesas (ES)                                  | Michael Chang     | Joanna Lewis y Kristine Songco | Jacob V. Eaton, Ben Li y Sean Song                             | 12 de octubre de 2020 |
| 30          | 10          | Age of Wonderbeasts La Era de las Bestias Mágicas (ES)    | Bridget Underwood | Bill Wolkoff                   | Jacob V. Eaton, Yasmin Khudari y James Lien                    | 12 de octubre de 2020 |

## Recepción
En io9, Beth Elderkin describió a Kipo como una «visita obligada», escribiendo que se unió a personajes como She-Ra y las princesas del poder, Gravity Falls y Steven Universe como una serie con un amplio atractivo para muchos grupos de edad, y destacando su música y diseño artístico. En Collider, Dave Trumbore señaló a Kipo en similitud a otras series de animación recientes de portal de fantasía dirigidas por mujeres series como Amphibia y La Casa Búho, y lo describió como un «clásico en producción», que se basó en piedras angulares culturales como Fallout, The Warriors, La isla del doctor Moreau, El planeta de los simios y Alicia en el país de las maravillas.
Al escribir para Polygon, Petrana Radulovic apreciaba que, bajo una búsqueda de exploración de fantasía estándar, la serie es un «mosaico vibrante, con un mundo único, relaciones de personajes multidimensionales y una trama subyacente más profunda sobre las tensiones entre los mudos y los humanos». También notó que Benson fue el primer personaje que tuvo una salida explícita como gay en una serie de animación para todas las edades, y que la manera discreta de la escena, en el episodio 6, lo hizo aún más notable. Charles Pulliam-Moore asimismo escribió en io9 que «la rareza casual (de la serie) es fantástica» debido a que la orientación de Benson no es tratada como un eje de la trama para complicar los sentimientos de Kipo hacia él, sino «con una distintiva cuestión de hecho», como un simple aspecto de su carácter.